# یوری بوتسی
یوری بوتسی (ایتالیایی: Yuri Buzzi؛ زادهٔ ۲۶ سپتامبر ۱۹۷۸) بازیگر اهل ایتالیا است. از فیلم‌هایی که وی در آن نقش داشته‌است، می‌توان به جاسوس اشاره کرد.